# آل داود

تعديل مصدري - تعديل

آل داود هي إحدى قرى عزلة سرار بمديرية سرار التابعة لمحافظة أبين، بلغ تعداد سكانها 178 نسمة حسب تعداد اليمن لعام 2004.